# 8 Films
『8 Films』(エイト・フィルムス)は韓国の歌手BoAのビデオ・クリップ集。後に発売された『8 Films & more』についても本項にて記載する

## 解説
BoA自身初のビデオ・クリップ集であり、デビュー・シングル『ID; Peace B』から9thシングル『JEWEL SONG』までのビデオ・クリップの8曲が収録されている。
6thシングル『Don't start now』と、両A面となった8thシングル『NO.1』は収録されておらず、9thシングルの『BESIDE YOU -僕を呼ぶ声-』のビデオ・クリップは制作されていないため、収録されていない。
VHS、DVDの2形態で発売され、DVDの方には、8曲のシングルのビデオ・クリップに加え、収録されたシングルのテレビCMの映像と、1stアルバム『LISTEN TO MY HEART』と2ndアルバム『VALENTI』、リミックス・アルバムの『Peace B.REMIXES』のテレビCMが追加収録され、3年後の2006年に発売された特別廉価版には更に2ndシングル「Amazing Kiss」の英語版と、8thシングル「NO.1」のライブ映像が追加収録された。

## 収録曲

### 8 Films (VHSのみ)
1. ID;Peace B
2. Amazing Kiss
3. 気持ちはつたわる
4. LISTEN TO MY HEART
5. Every Heart -ミンナノキモチ-
6. VALENTI
7. 奇蹟
8. JEWEL SONG

### 8 Films & more (DVD、特別廉価版のみ)
※: 特別廉価版のみの収録
1. ID;Peace B
2. Amazing Kiss
3. 気持ちはつたわる
4. LISTEN TO MY HEART
5. Every Heart -ミンナノキモチ-
6. VALENTI
7. 奇蹟
8. JEWEL SONG
9. 【TV CM】ID;Peace B
10. 【TV CM】Amazing Kiss
11. 【TV CM】気持ちはつたわる
12. 【TV CM】LISTEN TO MY HEART
13. 【TV CM】Every Heart -ミンナノキモチ-
14. 【TV CM】VALENTI
15. 【TV CM】奇蹟
16. 【TV CM】JEWEL SONG
17. 【TV CM】1st Album「LISTEN TO MY HEART」
18. 【TV CM】Remix Album「Peace B.REMIXES」
19. 【TV CM】2nd Album「VALENTI」
20. 【BONUS TRACK】Amazing Kiss (English Version)※
21. 【BONUS TRACK】NO.1 (Live version from 1st Premium Event)